# SR-25
O SR-25 (Stoner Rifle-25) é um fuzil de atirador designado / fuzil de precisão semiautomático projetado por Eugene Stoner e fabricado pela Knight's Armament Company.
O SR-25 usa um ferrolho rotativo e um sistema de gás de impacto direto. Baseia-se ligeiramente no AR-10 de Stoner,[carece de fontes?] reconstruído em seu calibre original 7,62×51mm NATO. Os canos do SR-25 foram originalmente fabricados pela Remington Arms com seu estriamento 5R (5 ranhuras, torção à direita), com torção 1:11,25. O cano pesado de 510 mm (20 pol.) é flutuante, de modo que os guarda-mãos são conectados à frente da armação e não tocam no cano.
Em 2005, uma versão modificada do fuzil SR-25 / Mk 11 venceu a competição US Army Semi-Automatic Sniper Rifle (XM110 SASR) (em português: Fuzil de Precisão Semiautomático do Exército dos EUA) e hoje está sendo emitida para atiradores do Exército dos EUA como o M110 Semi-Automatic Sniper System.

## História
No final da década de 1950, Eugene Stoner projetou o fuzil de batalha AR-10 para equipar as tropas americanas. Era preciso para um fuzil de auto-carregamento, mas perdia a competição com o fuzil M14. Os direitos de patente para o AR-10 e o AR-15 foram vendidos para a Colt's Manufacturing Company.  A Colt se concentrou no AR-15, dando aos outros a capacidade de capitalizar o sistema AR-10.
No início dos anos 90, Stoner ingressou na Knight's Armament Company e continuou seu trabalho de design do AR-10. O resultado final foi o SR-25 (somando os números do AR-10 e AR-15), que melhorou o design do AR-10 com os avanços da M16A2 e partes em comum. O SR-25 original foi lançado no início dos anos 90 e tinha um pesado cano flutuante de 610 mm (24 pol.) com um guarda-mão de plástico com reforço de fibra de vidro. Tinha uma armação superior com um trilho MIL-STD-1913 para a montagem de miras e um gatilho de dois estágios. O ferrolho era semelhante ao do AR-10, sendo cromado e possuindo o pino retentor do percussor cativo. O SR-25 foi projetado especificamente para disparar projéteis match de ponta aberta de 168 gr (10,9 g). A precisão foi garantida em 1 minuto ou menos de ângulo. Inicialmente, foram utilizados carregadores do tipo AR-10 de 20 cartuchos, mas posteriormente foram substituídos por carregadores de aço de 20 cartuchos semelhantes aos usados pelo M16.
O Comando de Operações Especiais dos Estados Unidos (SOCOM) interessou-se pelo SR-25, particularmente por seu carregador de alta capacidade e seu tempo de engajamento mais rápido em comparação com os fuzis de ação de ferrolho. Após algumas modificações, o SOCOM adotou o SR-25 como o Mk 11 Mod 0 em maio de 2000. As alterações incluíam um cano mais curto de 510 mm (20 pol.), capaz de disparar cartuchos 7,62×51mm NATO M118 e M118LR, assim como um suporte de remoção rápida para a montagem de um silenciador. Um sistema de trilho de 288 mm (11,35 pol.) no guarda-mão flutuante permitia a montagem de acessórios. Uma massa de mira dobrável e uma alça de mira ajustável foram adicionadas, e foram utilizadas a coronha e cabo de pistola do M16A2.
A partir de meados de 2011, o SOCOM começou a desinvestir o Mk 11 Mod 0 de seu inventário e substituí-lo pelo SSR Mk 20, a variante de fuzil de precisão do FN SCAR. O Mk 11 deve ser completamente substituído em 2017.

## Design

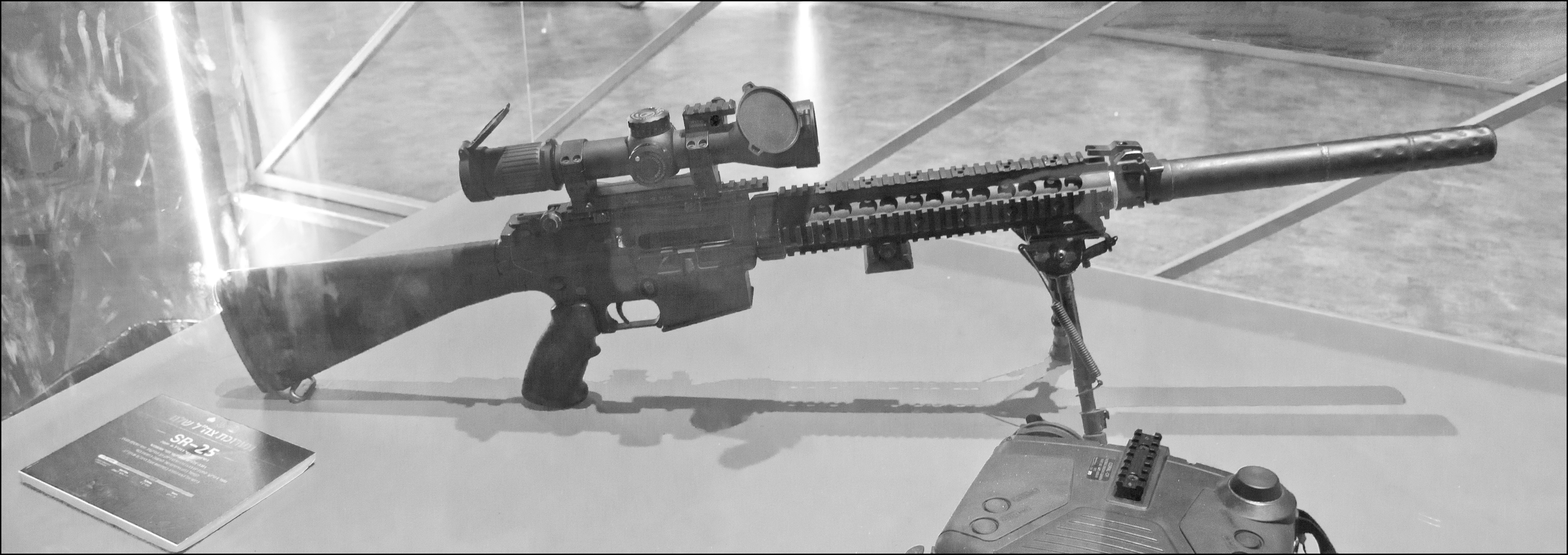
SR-25 Mk 11.

O SR-25 Enhanced Match Rifle (EMR) utiliza o sistema de trilho URX II Picatinny-Weaver mais recente, em vez do antigo RAS flutuante do Mk 11, na parte superior da armação, para aceitar diferentes suportes de mira telescópica ou uma alça de transporte com miras de ferro (alça de mira montada no trilho localizada na extremidade dianteira do guarda-mão não modular). A versão match foi projetada para disparar com uma precisão de 0,5 minuto de ângulo, o que corresponde a agrupamentos de 0,5 polegadas (13 mm) a 100 jardas (91 m).
O sistema Mk 11 Mod 0 dispara o cartucho 7,62×51mm NATO e foi projetado para utilizar munição de classe match. O sistema Mk 11 inclui o fuzil, carregadores de 20 cartuchos, suportes de mira telescópica QD (Quick Detachable; em português: Rapidamente Destacável), mira telescópica Leupold Mark 4 Mil-dot, bipé giratório Harris montado em um suporte da Knight's e silenciador QD, também fabricado pela Knight's Armament Co. A alça e massa de mira dobráveis estão instaladas em cima da armação superior e bloco de gás modificado, respectivamente.
O Mk 11 Mod 0 utiliza um cano match Obermeyer de 510 mm (20 pol.), juntamente com um sistema de trilho da KAC no guarda-mão, que tem 288 mm (11,35 pol.) de comprimento. O sistema de trilho permite a rápida instalação / remoção de componentes MIL-STD-1913. O guarda-mão de alumínio não faz contato com o cano à frente da armação, permitindo extrema precisão. O Mk Mod 0 tem um peso vazio de 6,9 kg e um comprimento total de 1153 mm (45,4 pol.). A versão civil, usando o cano match mais longo de 610 mm (24 pol.), é garantida para produzir agrupamentos de menos de 1 pol. (25 mm) a 100 jardas (91 m), ou 0,3 mil angular, usando cargas match de fábrica.
Durante a Guerra do Iraque, o Corpo de Fuzileiros Navais dos Estados Unidos encomendou 180 fuzis Mk 11 Mod 1. Estes eram Mk 11s equipados com a armação superior do M110 Semi-Automatic Sniper System. A armação superior do M110 deu ao Mk 11 Mod 1 um sistema de trilho modular URX e um tapa-chamas no cano. Estes viram uso limitado antes de serem eliminados quando os fuzileiros navais decidiram comprar o Mk 11 Mod 2, que era simplesmente a designação do SOCOM e da Marinha dos EUA para o fuzil M110 completo.
A nova SR-25 Enhanced Match Carbine (EMC) é muito semelhante ao M110 Semi-Automatic Sniper System, embora o M110 utilize o sistema de trilho URX mais recente, uma coronha fixa de comprimento ajustável e um tapa-chamas integrado. A partir do final de 2011, os franco-atiradores do Corpo de Fuzileiros Navais dos EUA começaram a substituir os fuzis Mk 11 Mod 0 pelo M110, um por um.

## Galeria

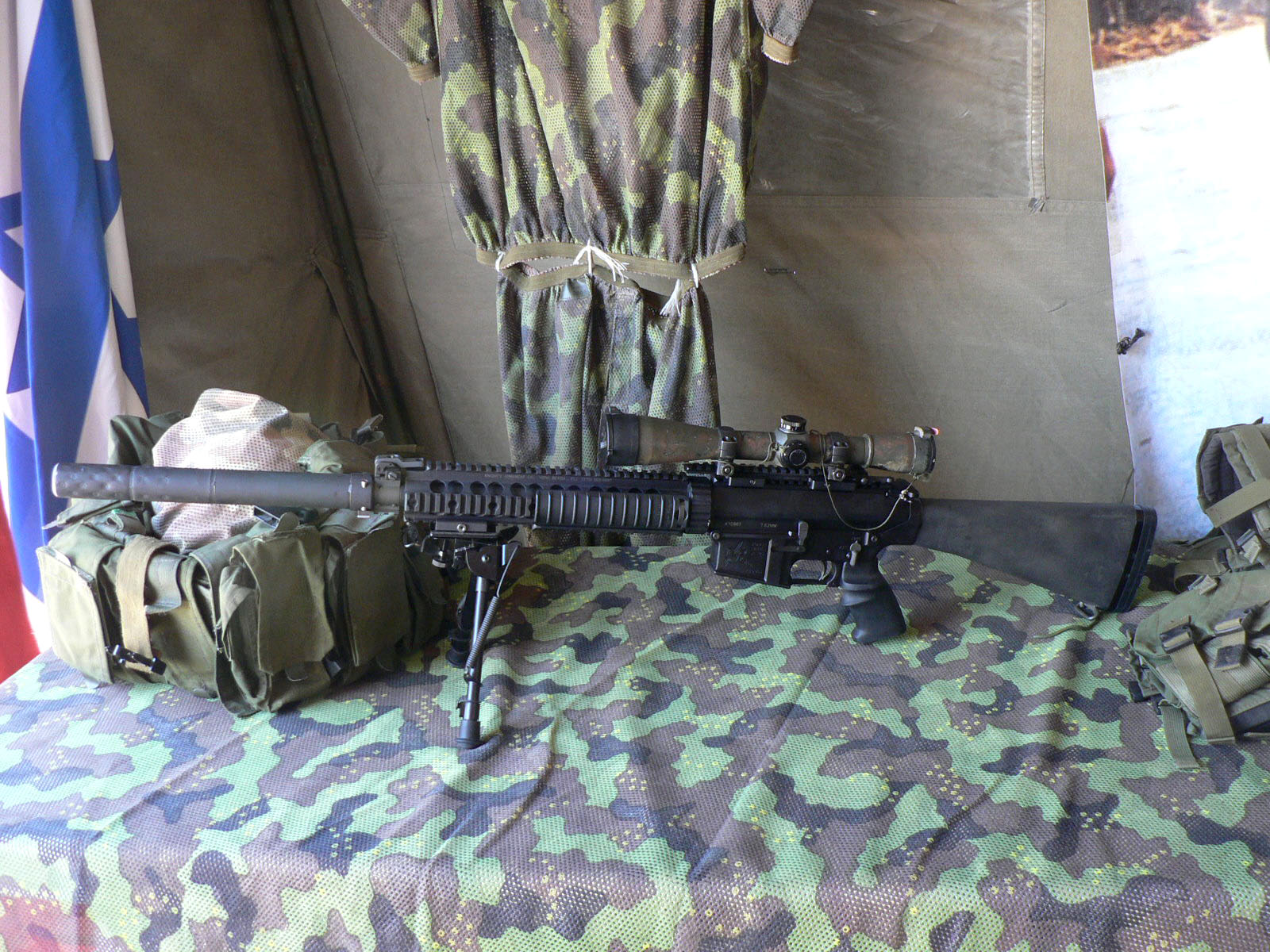
SR-25 das Forças de Defesa de Israel com um silenciador.
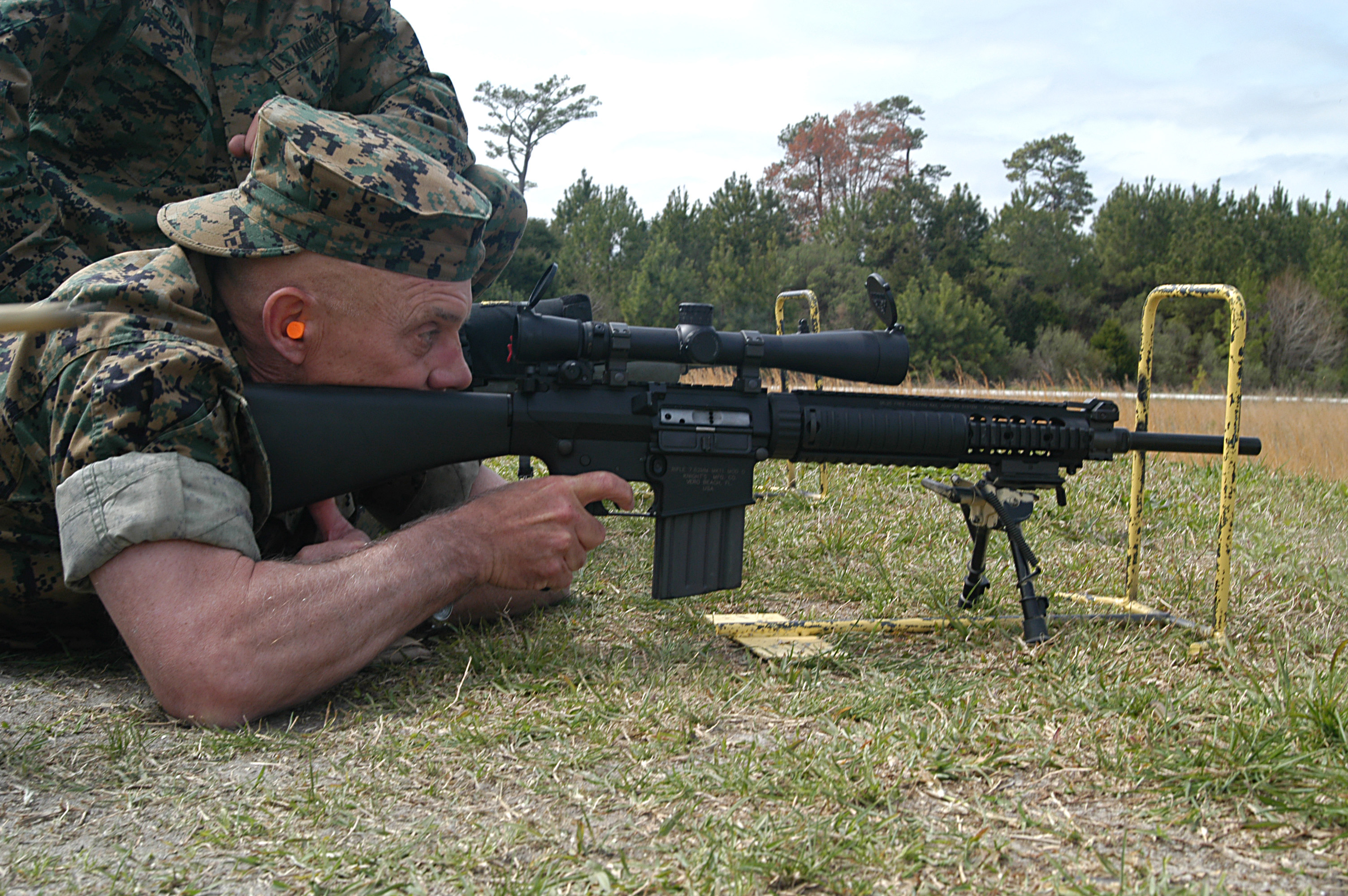
Um general da Marinha dos EUA disparando o Mk 11.
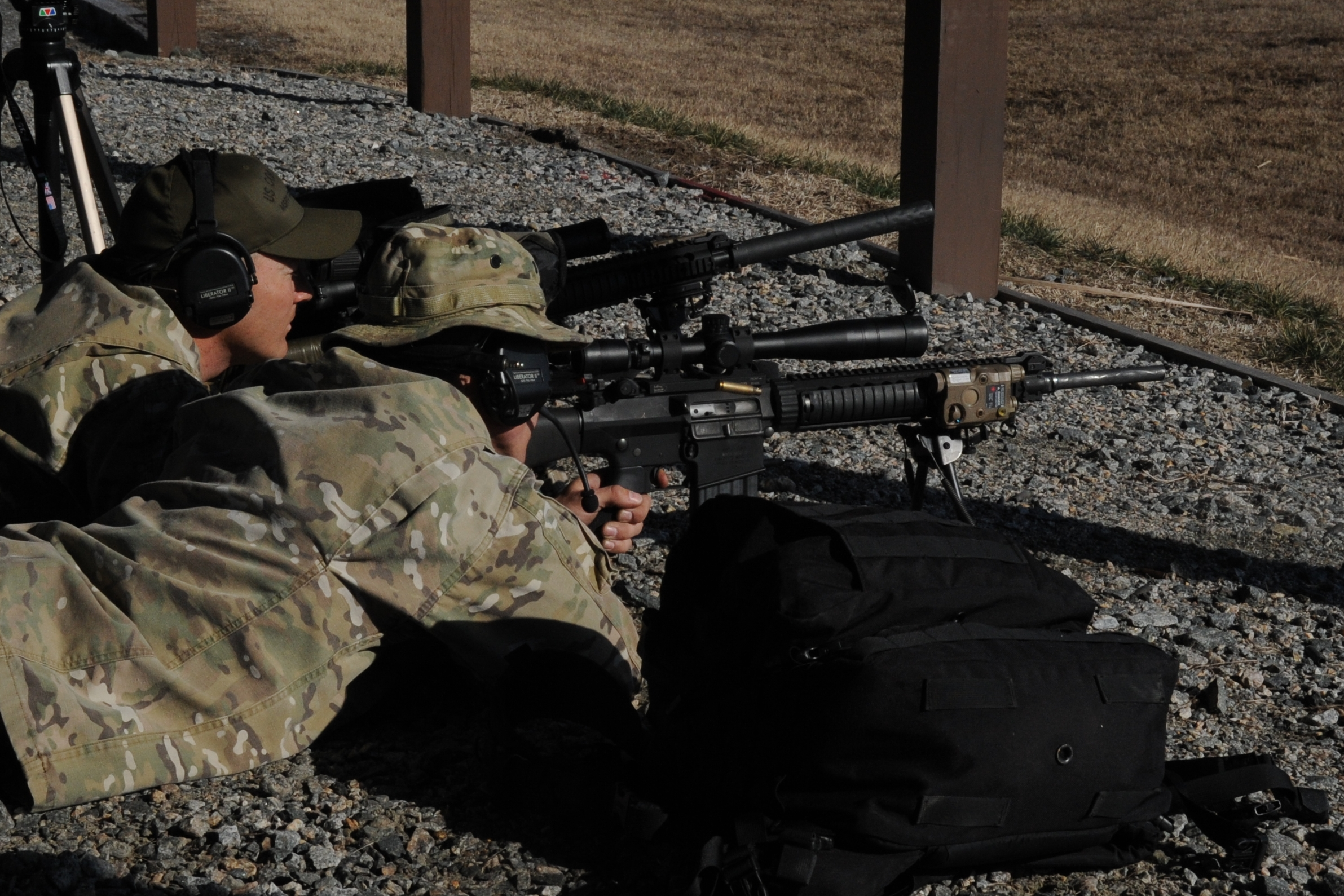
Atiradores da Equipe de Resposta de Segurança Marítima da Guarda Costeira dos EUA com Mk 11s.
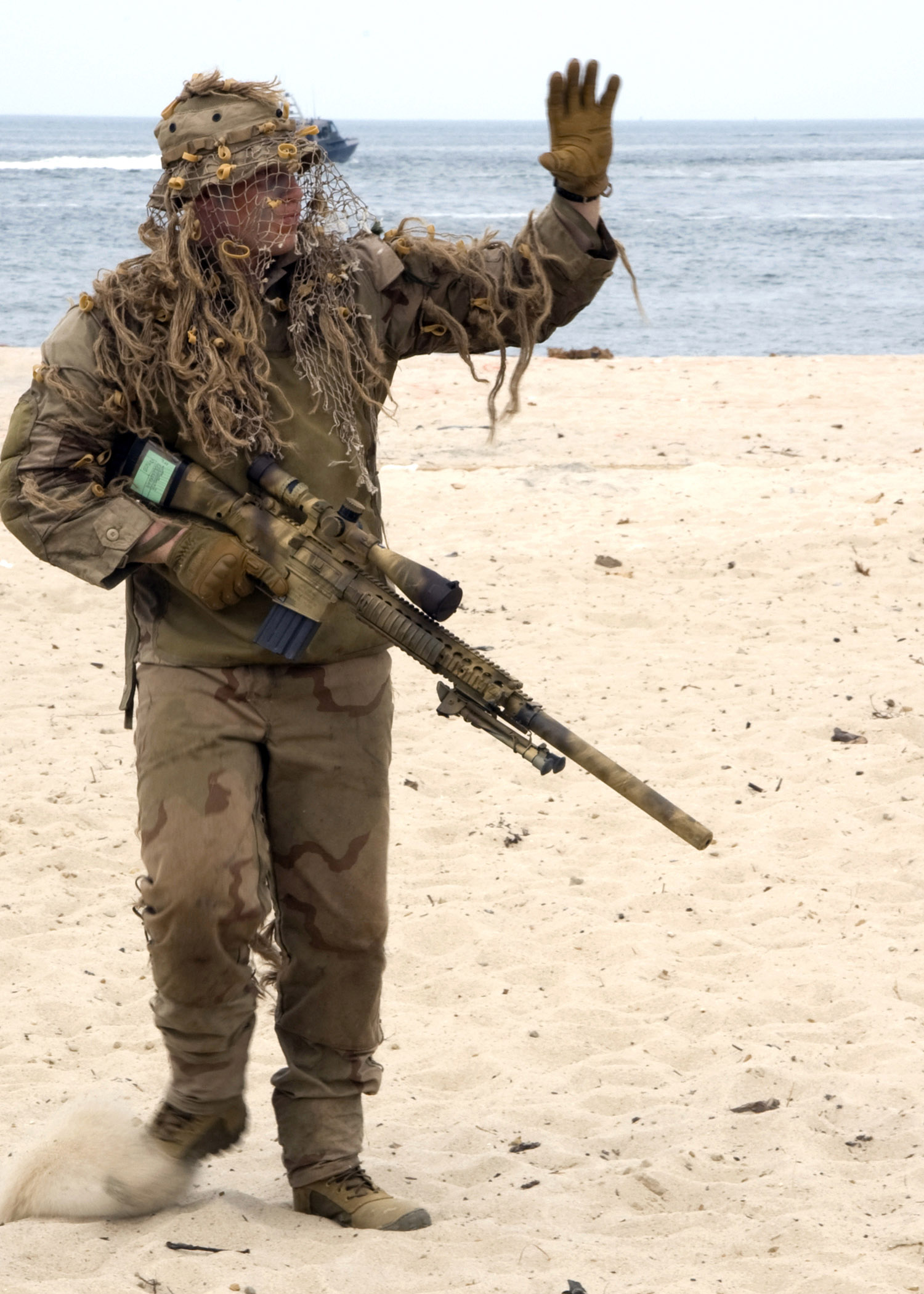
Atirador de elite dos Navy SEALs com um Mk 11.
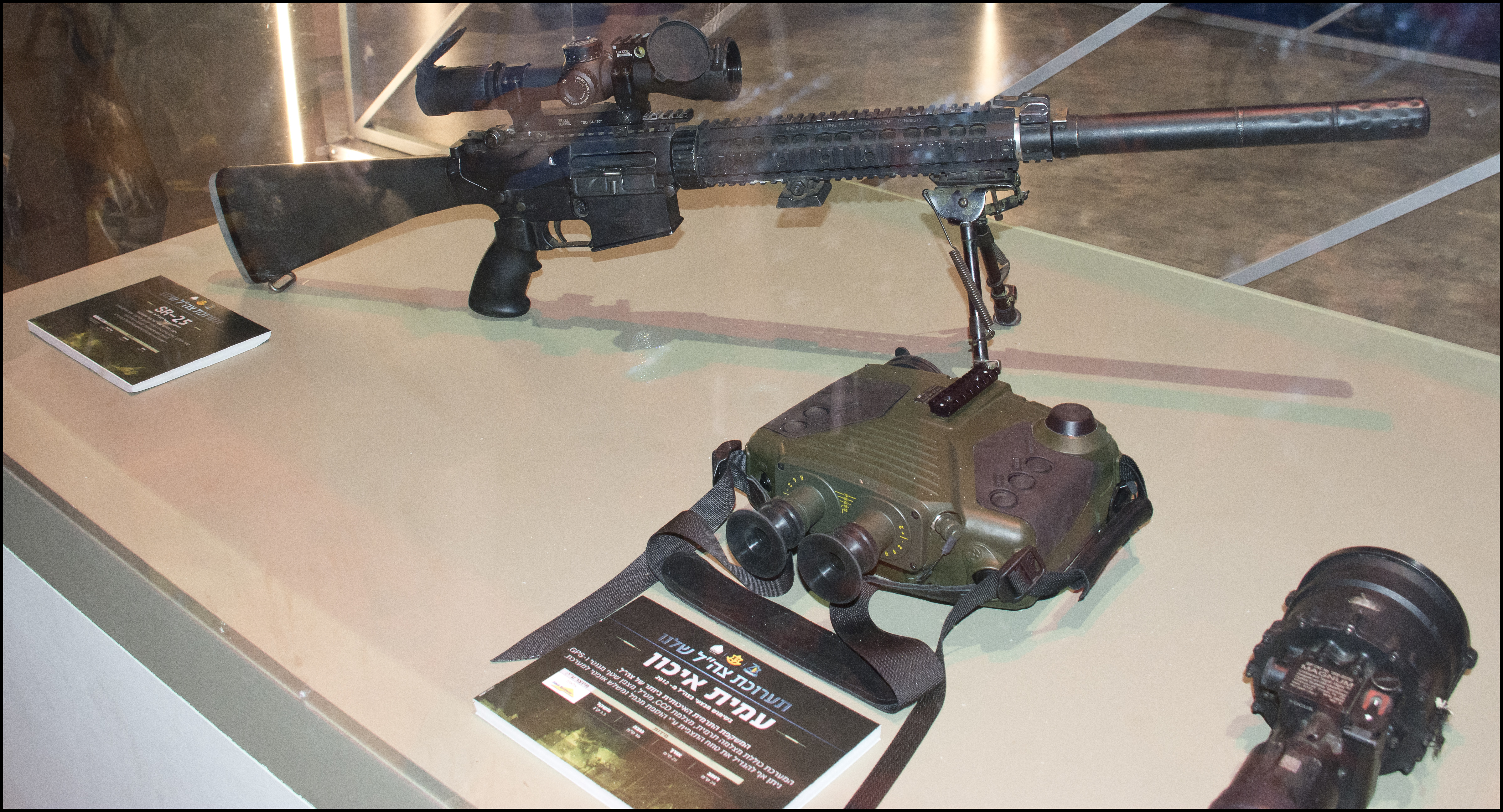
Fuzil de precisão SR-25 Mk 11 das Forças de Defesa de Israel em 2018.

## Utilizadores
- Austrália: Usado pelo Exército Australiano,[6] Guardas de Defesa de Aeródromos da Real Força Aérea Australiana[7] e Grupos Táticos da Polícia.[8][9]
- Bangladesh: Usado pela SWAT da Polícia Metropolitana de Dhaka.[10][11]
- Israel: O modelo Mk 11 é usado pelas forças especiais das Forças de Defesa de Israel e pela Yamam.[12]
- Filipinas: Usado pela Força de Ação Especial da Polícia Nacional das Filipinas[13] e pelo Regimento de Reação Rápida do Exército das Filipinas.[14]
- Polónia: Usado pelo GROM.[15]
- Tailândia: Usado pelo Exército Real Tailandês.[16]
- Estados Unidos: Usado pelas Forças Armadas dos Estados Unidos.[17]